# Истинный убийца
| Оценки критиков | Оценки критиков |
| Источник        | Оценка          |
| --------------- | --------------- |
| InterMedia      | [ 2 ]           |
| KM.RU           | без оценки      |

«И́стинный уби́йца» — первый электрический магнитоальбом российской панк-рок-группы «Король и Шут». Записан в 1993 году в полупрофессиональной студии Михаила Кольчугина в институте на Политехе на малое количество каналов. Большинство композиций с этой демозаписи попало в альбом «Король и Шут».
Запись долгое время считалась утерянной, никогда не издавалась и передавалась фанатами из рук в руки. Мастер-лента альбома хранилась у бывшего директора группы, Дмитрия Журавлёва, по прозвищу «Шумный», который передал его Александру Балунову «Балу» — бывшему бас-гитаристу и одному из основателей «Короля и Шута» — на последующую реставрацию. В 2015 году Балу опубликовал альбом в качестве интернет-релиза. При этом была также восстановлена оригинальная обложка альбома.
В 2018 году, к 30-летию группы «Король и Шут», альбом был издан на виниловой пластинке и CD. Бонусом он был дополнен ранними песнями группы, тоже нигде не издававшимися ранее.

## Список композиций
| №                   | Название                                 | Текст песни         | Музыка                  | Длительность |
| ------------------- | ---------------------------------------- | ------------------- | ----------------------- | ------------ |
| 1.                  | «Король и Шут»                           | А. Князев           | М. Горшенёв             | 3:03         |
| 2.                  | «Лесник»                                 | А. Князев           | М. Горшенёв             | 2:25         |
| 3.                  | «Сапоги мертвеца»                        | А. Князев           | М. Горшенёв             | 2:43         |
| 4.                  | «Охотник»                                | А. Князев           | М. Горшенёв             | 2:42         |
| 5.                  | «Мария»                                  | А. Князев           | М. Горшенёв             | 4:08         |
| 6.                  | «Истинный убийца»                        | А. Князев           | М. Горшенёв             | 2:08         |
| 7.                  | «Помоги мне!»                            | А. Князев           | М. Горшенёв             | 2:33         |
| 8.                  | «Валет и дама»                           | А. Князев           | А. Князев               | 3:22         |
| 9.                  | «Три стрелка»                            | А. Князев           | М. Горшенёв, А. Балунов | 2:58         |
| 10.                 | «История о мёртвой женщине»              | А. Князев           | М. Горшенёв             | 4:28         |
| 11.                 | «Соловьи. Утро» (Бонус)                  | А. Князев           | М. Горшенёв, А. Балунов | 4:49         |
| 12.                 | «Северная музыка» (Бонус)                | А. Балунов          | А. Балунов              | 4:06         |
| 13.                 | «О, как грустна вечерняя земля!» (Бонус) | А. Балунов          | М. Горшенёв, А. Балунов | 5:15         |
| Общая длительность: | Общая длительность:                      | Общая длительность: | Общая длительность:     | 44:47        |

## Участники записи

### Музыканты[4]
- Михаил Горшенёв «Горшок» — вокал, гитара;
- Андрей Князев «Князь» — вокал, бас-гитара;
- Александр Балунов «Балу» — гитара, бас-гитара, бэк-вокал;
- Дмитрий Рябченко «Рябчик» — клавишные, бэк-вокал;
- Алексей Горшенёв — ударные.

### Технический персонал
- Энди Руш (Andy Roosh) — обложка;
- Андрей Князев «Князь» — иллюстрация;
- Михаил Кольчугин — запись и сведение;
- Сергей Жицков «Пельмень» — мастеринг.